# Leopold Natzler

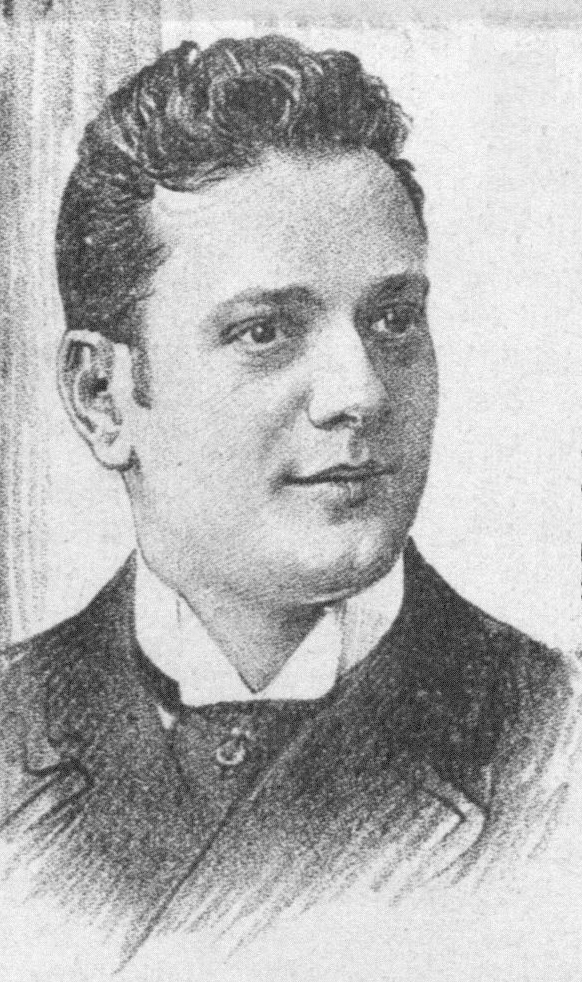
Leopold Natzler (von Jan Vilímek, 1893)

Leopold Natzler (* 17. Juni 1860 in Wien; † 3. Jänner 1926 ebenda) war ein österreichischer Schauspieler und Operettensänger (Bariton).

## Leben
Leopold Natzler war der Sohn des Herrenschneiders Ignaz Natzler und dessen Frau Josefa Natzler geb. Funk. Er war zuerst im Bankgeschäft tätig, schlug aber dann die Theaterlaufbahn ein und trat 1879 in Wien zum ersten Mal öffentlich auf. Er spielte dann in Marburg, Oldenburg und am Friedrich Wilhelmstädtischen-Theater in Berlin. Nach verschiedenen Gastspielen an österreichischen Provinztheatern war er 1884–1886 in Graz und 1886–1888 als jugendlicher Gesangskomiker in Brünn engagiert. 1888–1891 gehörte er dem Theater an der Wien an, 1891–1893 trat er als erster jugendlicher Gesangskomiker am Theater in der Josefstadt auf und wurde 1893 von A. Müller (-Guttenbrunn) an das neu gegründete Raimund-Theater verpflichtet, an dem er vor allem in Gesangspossen und Volksstücken bis 1901 wirkte.
Natzler war einer der letzten Vertreter einer gemütvollen, burlesken „Thaddädl“-Komik, die – zugunsten einer stärkeren Publikumswirkung – nicht immer ganz frei von Übertreibungen war. Höhepunkte seines Spiels waren stets die pointiert und überaus temperamentvoll vorgetragenen Couplets. Nach seinem Abgang vom Raimund-Theater gab er vorerst nur Gastspiele, war dann 1902/03 am Carl-Theater und ab 1903 wieder am Theater an der Wien engagiert, wo er vor allem komische Operettenpartien spielte. Er zog sich aber bald ganz von der Bühne zurück und trat nur mehr als Vortragender auf. Er verabschiedete sich von seinem Publikum in der von ihm bei der Uraufführung (1895) kreierten und seither fast 200-mal gespielten Rolle des Schneiders Würmerl in Karl Costas Volksstück Bruder Martin, die zugleich sein größter schauspielerischer Erfolg war.
Natzler schrieb sich seine Vortragsstücke, Couplets und Lieder (Die schönste Stunde meines Lebens, Einmal hin – einmal her) oft selbst, seine Spezialität bildeten Quodlibets, von denen das Johann Strauß-Quodlibet das bekannteste war. Daneben komponierte er auch Tänze und Märsche (Kaiserjäger-Marsch). 1906 gründete er gemeinsam mit seinem Bruder Siegmund Natzler das Kabarett „Die Hölle“, ein kleines Theater im Souterrain des Theater an der Wien, das sich großer Beliebtheit erfreute und eine Pflegestätte der Kleinkunst wurde. 1911 pachteten die Brüder auch das Sommertheater „Venedig in Wien“ im Prater, mussten den Vertrag aber wegen finanzieller Schwierigkeiten frühzeitig wieder lösen.
Natzler war in erster Ehe mit der Koloratursängerin Toni Rudolf und in zweiter Ehe mit der Schauspielerin Lilli Meißner verheiratet. Seine Schwester, Regine Natzler (* 24. November 1866) war ebenfalls Schauspielerin. Leopold Natzler war der Vater der Schauspielerinnen Grete Natzler, Lizzi Natzler und Herta Natzler. Sein jüngerer Bruder, der Schauspieler Siegmund Natzler, war der Vater des Schauspielers Reggie Nalder.

## Filmografie
- 1919: Hypnose
- 1920: Bruder Martin